# Henry Chavin
Pour les articles homonymes, voir Chavin.
Henry Chavin, né le 25 avril 1899 à Meaux, est un haut-fonctionnaire français, préfet de Constantine (Algérie) (1940), directeur général de la sûreté nationale, il met en œuvre le statut des juifs (3 octobre 1940). Secrétaire général à la police du Ministère de l'Intérieur en 1941, il organise le camp du Récébédou près de Toulouse pour interner notamment les juifs étrangers.

## Biographie

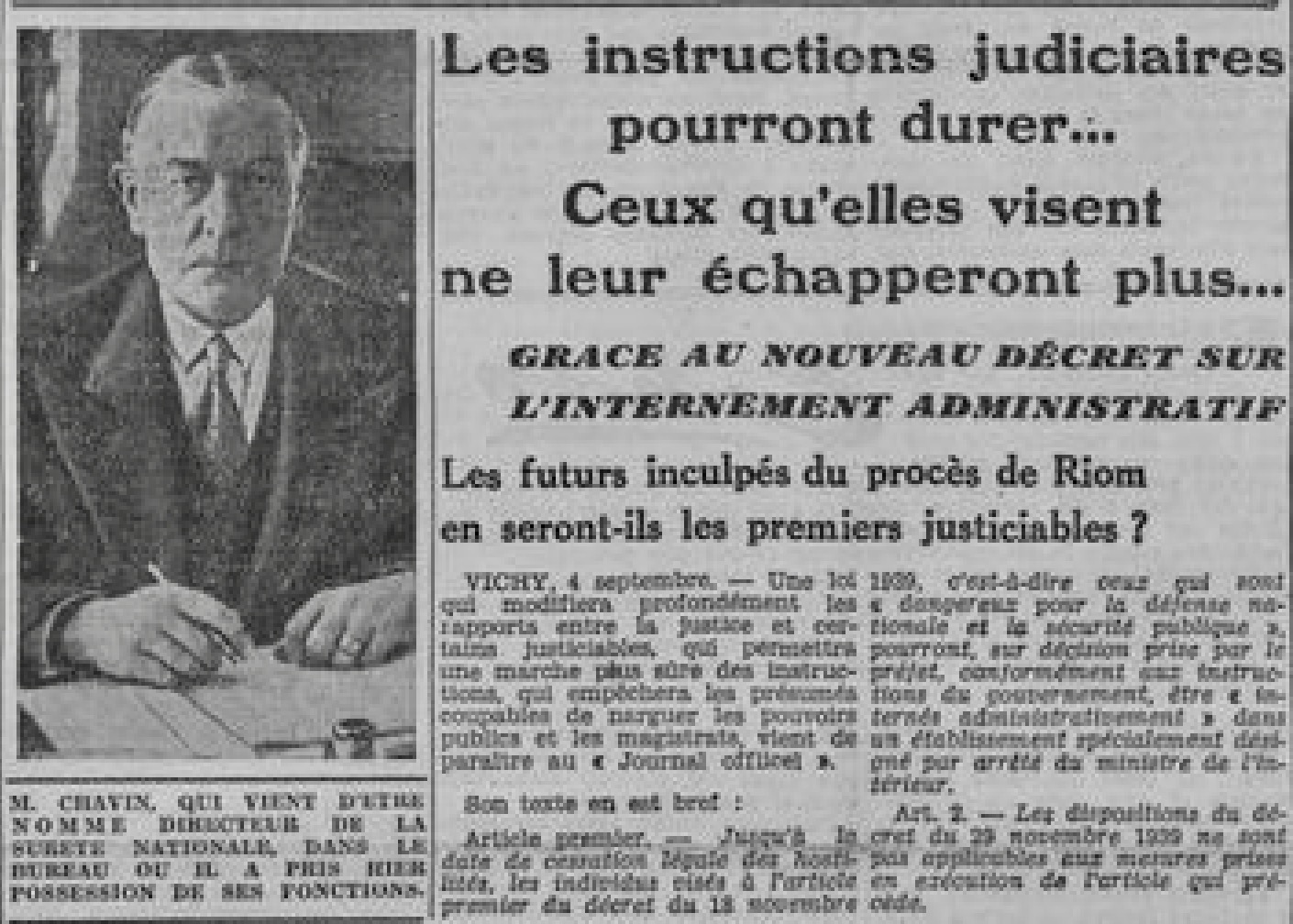
Image du Journal daté du 5 septembre 1940.

Après des études de Droit et d'économie politique, Henry Chavin est mobilisé du 10 septembre 1914 au 3 avril 1919. La guerre terminée, il commence sa carrière dans le corps préfectoral sous la Troisième République. Après quelques postes de Secrétaire général de préfecture et de sous-préfet, il est directeur du cabinet du ministre de l'agriculture en janvier 1936. Nommé préfet des Basses-Alpes en mars 1936, il n'est pas installé mais reste détaché en qualité de directeur adjoint au ministère. 
Sous l'impulsion du leader radical Édouard Daladier, il succède à Camille Vernet comme préfet de Vaucluse en septembre 1936. Il occupe ce poste jusqu'en août 1938, coïncidant avec la durée du ministère de Daladier à la Défense. Il est encore préfet de la Haute-Vienne (30 août 1938) et préfet de Constantine (6 juin 1939), puis il exerce les fonctions de Directeur général de la Sûreté nationale du 20 août au 1er septembre 1940. Ses services sont chargés de la mise en application de la loi du 23 juillet 1940 sur les dénaturalisations : 4 000 étrangers vont être expulsés par la Sûreté nationale. 
Par la loi du 16 février 1941, Henri chavin devient secrétaire général pour la Police. La loi du 23 avril 1941 place sous sa direction tous les services de police.  Durant le Gouvernement François Darlan, le 11 août 1941, la création d'un Ministère de la Défense Nationale entraine la nomination de Pierre Pucheu comme secrétaire d'État à l'Intérieur, et la Direction de la Sûreté Nationale devient la Direction générale de la Police Nationale. Le 18 septembre 1941, Chavin est nommé secrétaire général honoraire pour la Police et est remplacé par Jean Rivalland, Directeur du Personnel et de l'Administration de la Police à la Direction générale de la Police Nationale.
Chavin est nommé conseiller d'état en septembre 1941.
L'arrivée de Laval au pouvoir, le 24 avril 1942, entraîne de nouveaux changements. Devenu chef du gouvernement et ministre de l'Intérieur, il fait appel, pour diriger les services de la Police Nationale, au Préfet régional de Chalons-sur-Marne, René Bousquet qu’il nomme secrétaire général à la Police.
Henry Chavin est suspendu de ses fonctions durant la Libération, le 8 septembre 1944, avant d'être révoqué le 17 octobre de la même année.

## Postérité
Henry Chavin est surtout connu pour un rapport écrit en juin 1941 et portant son nom, dans lequel il affirme la réalité du « complot synarchique ». Dans son ouvrage Le choix de la Défaite, l'historienne  Annie Lacroix-Riz expose les supposés « synarques » en s'appuyant sur ce document, mais l'historien et éditeur Jean-Louis Panné objecte qu'elle n'effectue pas l'édition critique du « rapport Chavin » et qu'elle adhère sans réserve à toutes les allégations qui s'y trouvent, erreurs comprises.